# Palácio das Facetas

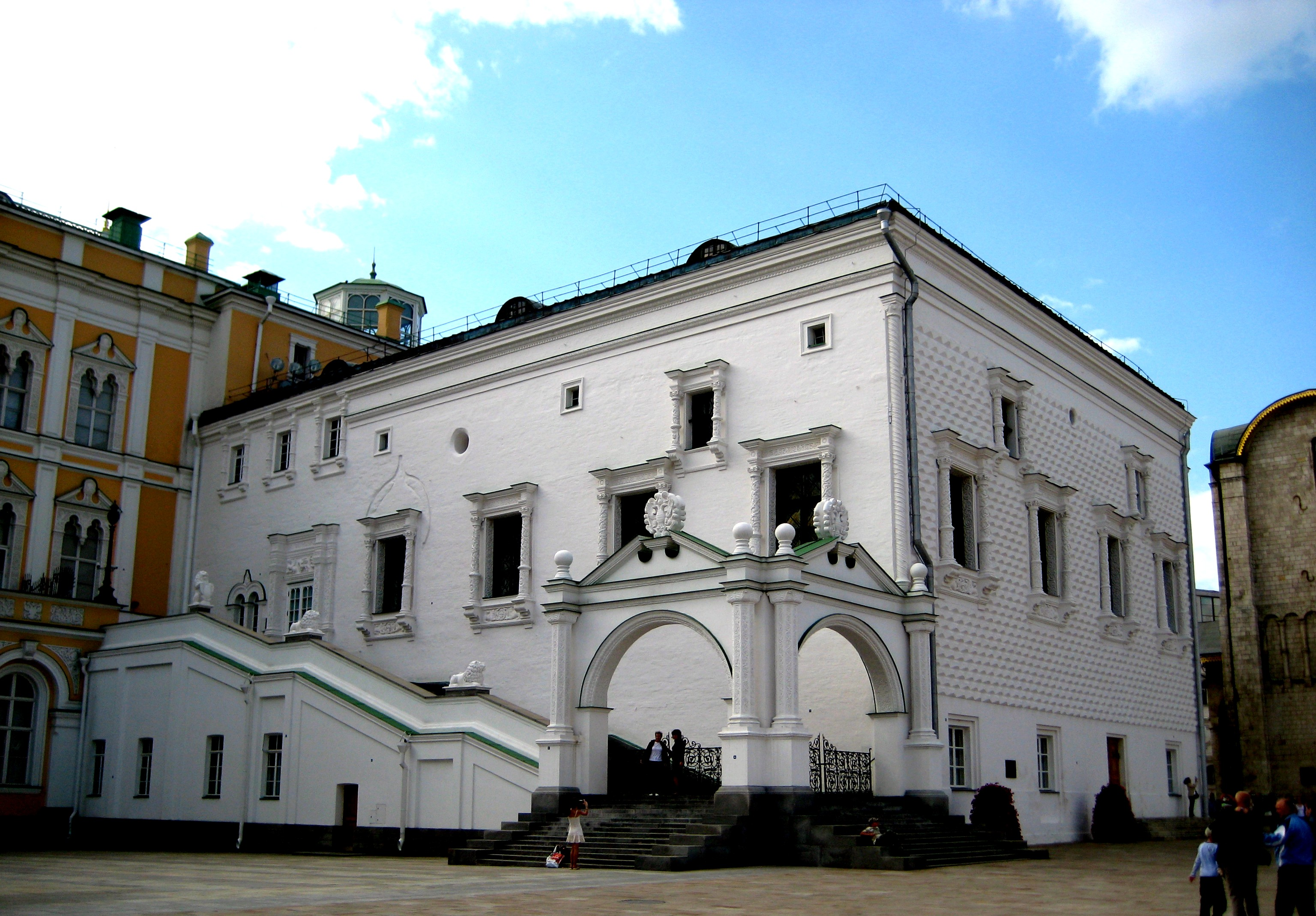
Palácio das Facetas.

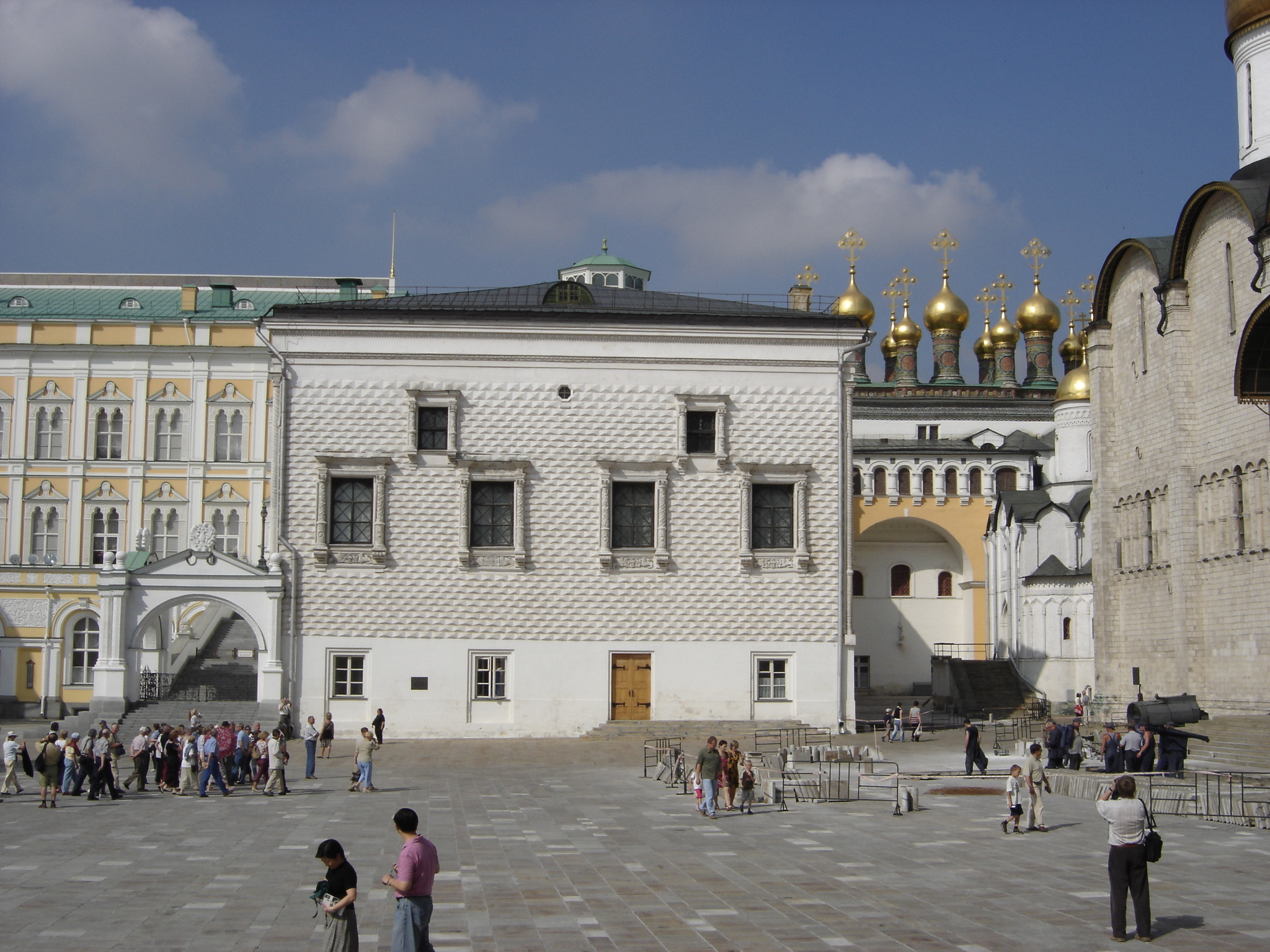
Fachada oriental do Palácio das Facetas.

O Palácio das Facetas (em russo: Грановитая палата) é um famoso palácio do Kremlin de Moscovo que se encontra a leste do edifício central do Grande Palácio do Kremlin, encontrando-se ligado a este. É não só a parte mais antiga do complexo palaciano do Grande Palácio do Kremlin, mas também o mais antigo edifício secular preservado em Moscovo.
Do exterior, o Palácio das Facetas pode ser visto no seu lado sul, assim como a particularmente marcante fachada leste, virada directamente para a Praça das Catedrais do Kremlin, entre a Catedral da Anunciação e a Catedral da Dormição de Maria. 
O nome do palácio vem da forma da fachada oriental, uma vez que esta está decorada com linhas horizontais de pedras angulosas, dando a impressão duma superfície facetada.

## História

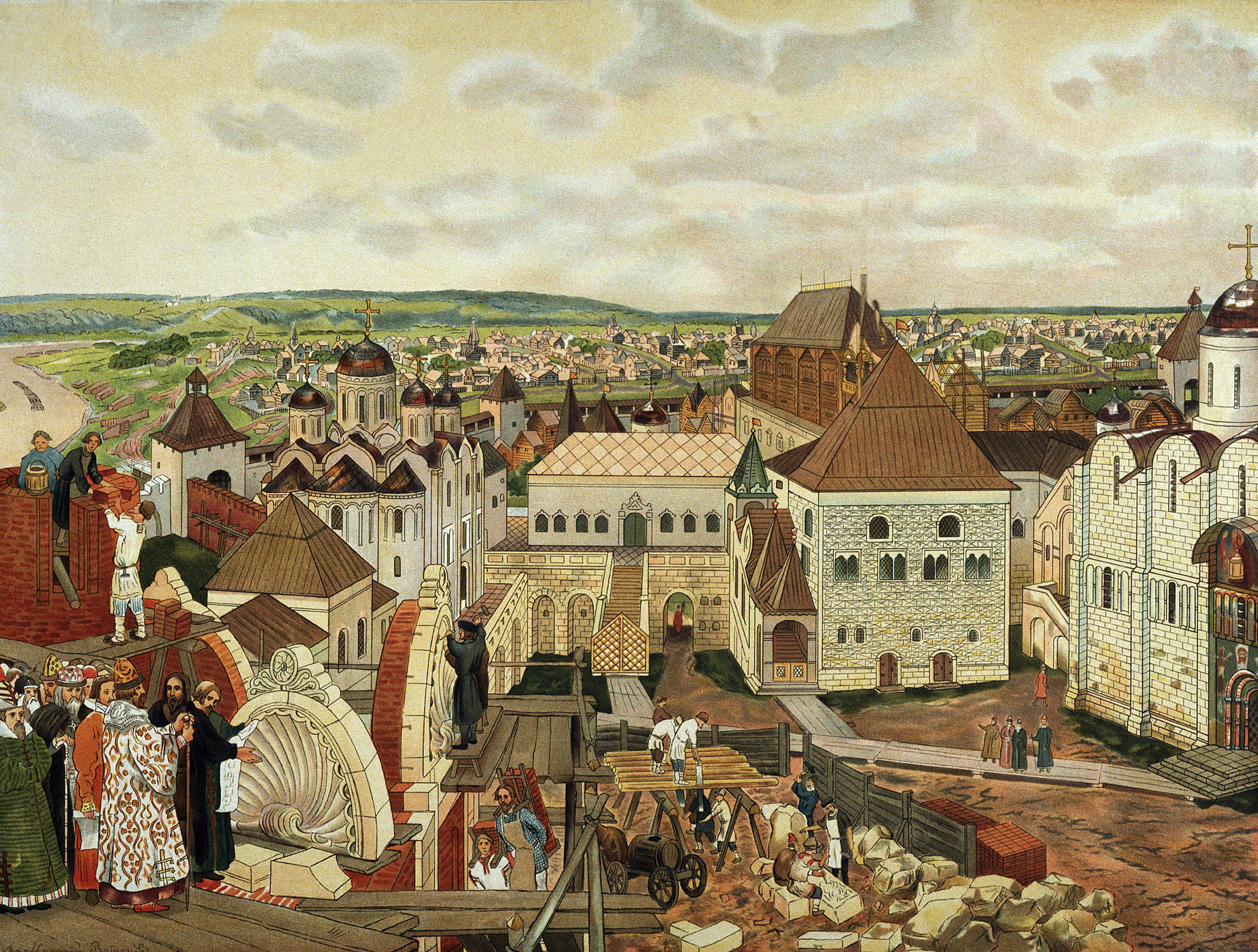
O Palácio das Facetas representado numa pintura de Apollinary Vasnetsov.

O palácio foi mandado construir, em 1487, pelo grão-príncipe Ivã III o Grande, como uma das primeiras construções de pedra do Kremlin, criado após uma série de incêndios que devastaram repetidamente a fortaleza, até aí predominantemente de madeira. 
A construção do Palácio das Facetas ficou a cargo de dois arquitectos italianos, Marco Ruffo e Pietro Antonio Solari, os quais tiveram grande influência no conjunto do Kremlin no decurso do seu trabalho na Rússia: em particular, uma grande parte das torres das muralhas foram projectadas por Ruffo ou por Solari. O palácio foi concluido em 1492 e serviu como o principal local de ralização das recepções solenes dos czares, cerimónias de coroação, banquetes, actos públicos e outras cerimónias semelhantes. Deste modo, ocoreram dentro das paredes do Palácio das Facetas eventos históricos bem conhecidos: em 1552, o Czar Ivã IV, o Terrível, comemorou lá, durante três dias, a sua vitória militar sobre o Canato de Cazã; em 1709, foi a vez de Pedro, o Grande, festejar a vitória sobre a Suécia na Batalha de Poltava; em 1721, foi ali comemorada a assinatura do Tratado de Nystad e o fim da Grande Guerra do Norte. Em 1654, o Palácio das Facetas foi ainda cenário duma reunião do chamado Semski Sobor, onde foi decidida a posterior união da Ucrânia com a Rússia, que seria selada nesse mesmo ano, na cidade ucraniana de Pereyaslav, através da assinatura do Tratado de Pereyaslav.
Ao longo dos séculos, o Palácio das Facetas manteve, fundamentalmente, as suas funções como espaço de festas e convenções. Apesar de, repetidamente, ter estado sujeito a grandes incêndios e sofrido danos, foi várias vezes redesenhado e reconstruido ao longo da sua história. Mesmo nos últimos tempos, embora com uma frequência extremamante rara, ainda são lá organizadas recepões festivas, como aconteceu em 1994 durante a visita de estado da Rainha Isabel II do Reino Unido.

## Arquitectura

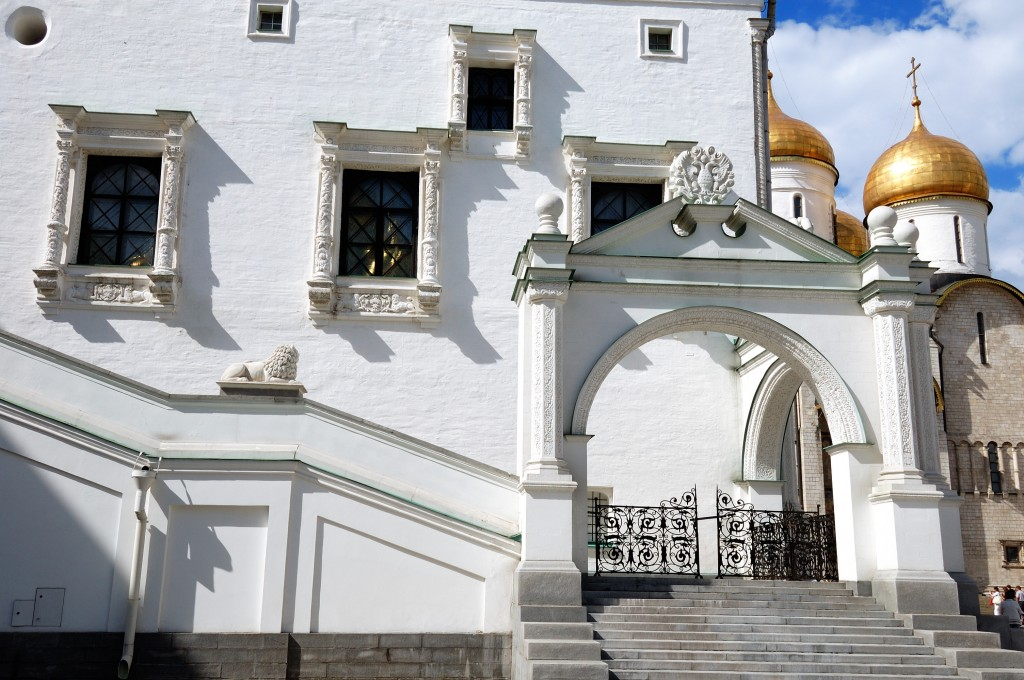
Vista parcial da escadaria exterior da fachada sul do Palácio das Facetas.

Embora o edifício rectangular, visto de fora, possua aparentemente dois andares, na realidade nem sempre se desenvolve simetricamente em relação às duas filas de janelas observáveis na fachada, elevando-se sobre um piso térreo destinado unicamente a funções de serviço. O revestimento de todas as quatro fachadas do palácio foi feito em pedras brancas, o que faz da estrutura um monumento arquitectónico típico dos primeiros tempos de Moscovo, no qual foi incluído calcário branco, abundante na região, ao lado de madeira, usada mais vulgarmente como material de construção. As epónimas facetas podem ser encontradas unicamente na fachada leste, a que está voltada para a Praça das Catedrais. No seu extremo ocidental, o Palácio das Facetas liga-se ao edifício central do Grande Palácio do Kremlin pelo Salão de São Vladimir, onde existe uma passagem entre os dois palácios.
Um outro detalhe marcante do palácio é a escadaria exterior da fachada sul, a qual está decorada com esculturas de leões estilizados e possui na parte inferior dois portais decorativos, com arcos de volta perfeita, dispostos perpendicularmente. Esta estrutura sempre foi a entrada de cerimónia do palácio, sendo também conhecida como Belo Terraço (Красное крыльцо). Durante a realização dos grandes eventos (como as coroações dos czares e imperadores), os czares apareciam aqui, após a obrigatória liturgia, acompanhados pelo líder da vizinha Catedral da Dormição de Maria, para ser aplaudidos pelo povo.  Contudo, esta varanda serviu como local de eventos menos notáveis: assim, durante a primeira insurreição Streltsy, no ano de 1682, impopulares boiardos foram aqui assassinados pelos rebeldes, sendo empalados vivos. Na época da União Soviética, o Belo Terraço desapareceu durante várias décadas, sendo construída uma cantina no seu lugar durante a década de 1930. Em 1994, ess cantina foi removida e o Belo Terraço restaurado com a sua escadaria.

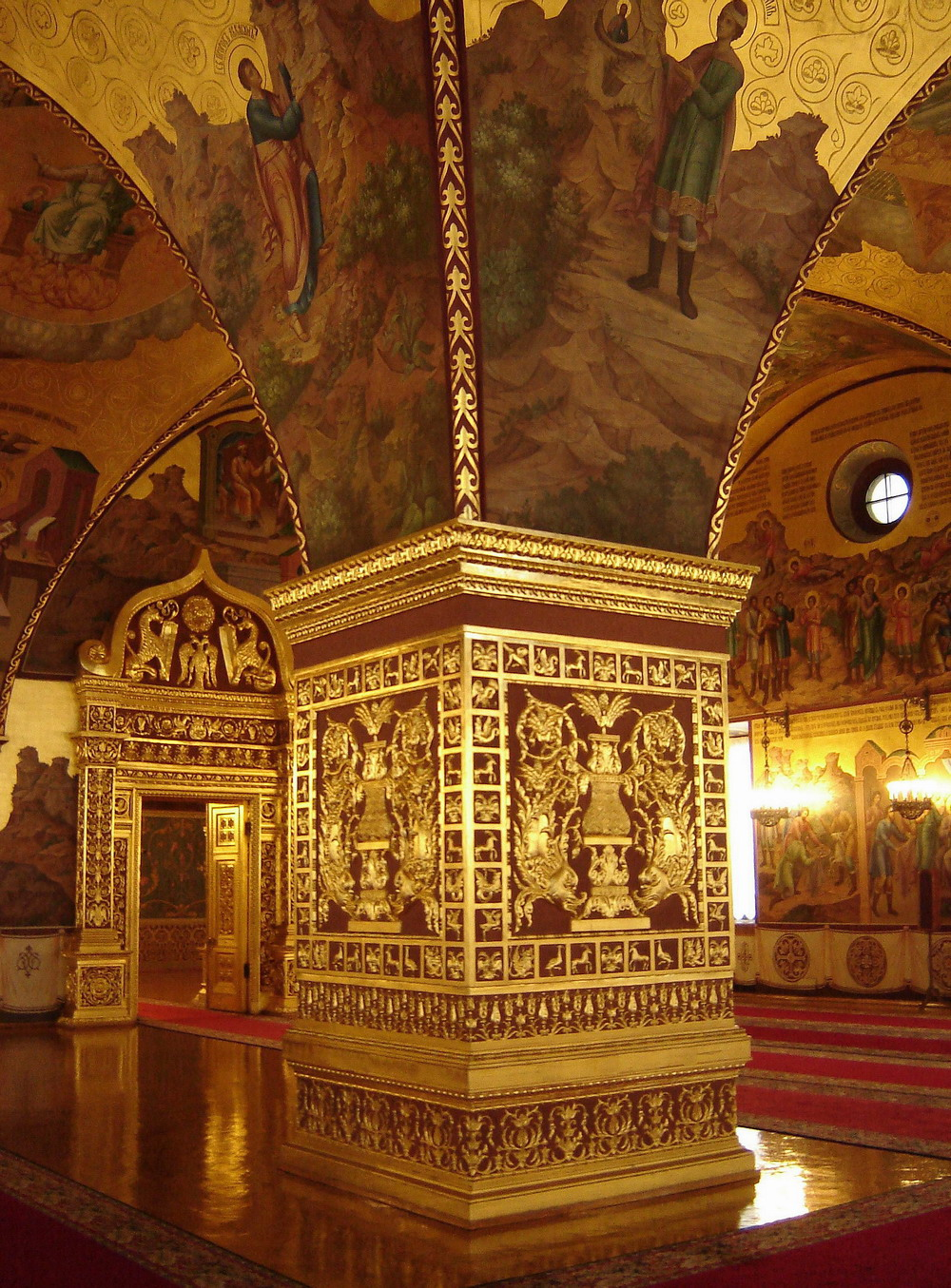
Salão de festas.

## Interior
O interior do palácio é composto por duas áreas de cerimónia: o Átrio Sagrado (Святые сени), designado como antecâmara, e o salão de festas principal. O primeiro deve o seu nome ao facto dos czares, durante a cerimónia de coroação, receberem aqui os mais altos dignitáros da Igreja Ortodoxa Russa, que lhes concediam a sua bênção. Particularmente notáveis no Átrio Sagrado são os três portais dourados muito ornamentados, os quais conduzem ao salão de festas do próprio Palácio das Facetas, ao Salão de São Vladimir do Grande Palácio do Kremlin, assim como ao Palácio dos Terems.
O salão principal do Palácio das Facetas, com cerca de 500 metros quadrados, junta-se ao Átrio Sagrado com a sua arquitectura muito ornamentada, sendo a sua estética comparável ao interior das salas de cerimónias do edifício central do Grande Palácio do Kremlin. 
A abóbada de aresta daquele espaço tem nove metros de altura e está assente num enorme pilar de quatro ângulos, que tem padrões ornamentais dourados, na sua parte inferior, semelhantes aos dos portais. Na parte superior do pilar, assim como na abóbada e nas pardes, vêem-se elaborados afresco com uma série de motivos relacionados com a história do Estado russo e da Igreja russa. Já existiam ali pinturas murais semelhantes no final do século XVI. Graças ao célebre pintor de ícones Simon Uschakow, que documentou plenamente as pinturas em 1668, foi possível recuperar o seu aspecto inicial. Os desenhos dos afrescos originais, entretanto desaparecidos durante o século XVIII, foram fielmente recriados pelos pintores de ícones de Palekh, por encomenda do Czar Alexandre III.

## Literatura
- A. Nasibova, Câmara Facetada do Kremlin de Moscovo. Álbum. - L., 1978 (Насибова А. Грановитая палата Московского Кремля. Альбом. — Л., 1978.)
- Ivan Zabelin. Vida doméstica dos czares nos séculos XVI e XVII. - Moscovo: Editora Tranzitkniga, 2005 (Иван Забелин. Домашний быт русских царей в XVI и XVII столетиях. — Москва: Издательство Транзиткнига, 2005.) ISBN 5-9578-2773-8